# Richard Buxton
Richard Buxton (15 de enero de 1786 - 2 de enero de 1865) fue un zapatero, botánico, y taxónomo inglés.
Asociado con la Escuela de Mánchester de Botánica, representado por John Horsefield y Edward Hobson. Su especialidad era el estudio de briología y un resultado de ello fue la publicación de su colección de dos volúmenes de muestras prensadas y secas A Collection of Specimens of British Mosses and Hepaticae ("Una colección de muestras de musgos británicos y hepáticas), entre 1818 y 1822. Este estudio sirvió como compañero al libro de 1818,  Muscologia Britannica: contiene los musgos de Gran Bretaña e Irlanda  que fue producido por William Jackson Hooker y Thomas Taylor , de quien recibió el estímulo de Buxton.

## Biografía
Aborigen de Prestwich, Lancashire, de una familia que vivía en circunstancias humildes, aprendió solo a leer, y aprendió principios básicos de botánica.
Segundo de siete hijos, Richard nació en 1786 en Sedgley Hall Farm en la parroquia de Prestwich cerca de Mánchester, Lancashire. Sus padres fueron John y Anne Horton, ambos de Derbyshire. Cuando tenía dos años de edad su familia cayó en tiempos difíciles, dejó su granja y se trasladó a la calle Bond en Ancoats, de Mánchester. John Buxton trabajó como obrero por el resto de su vida.
Aunque vivió como un mendigo durante casi toda su vida, en 1849, publicó A Botanical Guide to the Flowering Plants, Ferns, Mosses and Algæ, Found Indigenous Within Sixteen Miles of Manchester (Una guía botánico de las plantas con flores, helechos, musgos y algas, indígenas encontradas dentro de dieciséis millas de Mánchester), que se convirtió en uno de los textos estándar sobre la flora y luego encontradas comúnmente en la zona de Mánchester. Según su obituario en el  Journal of Botany, British & Foreign , Buxton era uno de los "señores de la naturaleza" y "su pronunciación verdadera y correcta de términos científicos han hecho que muchos que le escuchaban creyeran que era un erudito clásico consumado ". Fue reconocido por el geólogo Edward William Binney como "el más profundo pensador de su clase".
Richard era un niño enfermizo y por las circunstancias paupérrimas de sus padres significó que su educación fuese algo esporádico. En sus primeros años vagaba por los campos y los patios de ladrillo donde vivió, recogiendo flores silvestres. Sus favoritos eran Veronica chamaedrys, Potentilla reptans, Stellaria media.
A la edad de doce años fue aprendiz del fabricante de pequeños zapatos de cuero infantiles, James Heap, en la calle del Puerto, de Mánchester. Unos 18 meses después se fue a trabajar con James Hyde, con quien permaneció durante varios años.
A los 16, Buxton era iletrado, pero con la ayuda de El Libro de Ortografía Común aprendió a leer. No fue capaz de entender o pronunciar todas las palabras correctamente y así adquirió una copia de Diccionario de pronunciación Jones . Así leyó más libros, como  Una historia de Inglaterra  y  'Historia de Grecia de Goldsmith y Roma Las lecturas le ocupaban todo su tiempo libre, a pesar de que el comercio era bueno que tenía que trabajar de 6.00 hasta las 21:00. Ganó cerca de 14 a 15 chelines (70p-75p) a la semana, un buen salario por el tiempo, pero a medida que al paño lo reemplazaba con cuero en la fabricación de las partes superiores de calzado infantil, esto no duró.
A los 18, Buxton volvió a trabajar con su viejo maestro, James Heap, como oficial. Heap a menudo tomó a Buxton para paseos por el campo en su tiempo libre. Las dos hierbas recogidas para bebidas de dieta, ya sea para uso de Heap o para compartir con sus vecinos. A menudo, encontraban plantas de cuyos nombres eran ignorantes, y así compraron una copia de Completo herbario de Culpeper. Sin embargo, como se encontró con propiedades supuestamente medicinales de las plantas de fantasía y de descripciones inexactas, pronto se convirtió en no satisfecho con el texto. En 1808 adquirió una copia del superior Herbario de Meyrick, de la que se enteró de los primeros principios de la sistema de Linneo. Buxton pronto superó este libro, y comenzó a pedir prestado o comprar tantos libros sobre botánica como pudo. Su práctica botánica en ese momento era recoger y secar plantas, pero como no le gustaba plantas muertas y prefiere no retirar los especímenes que podrían ser disfrutados por otros, sus estudios botánicos se limitaba a hacer observaciones.
En 1849, de 62 años, publicó un libro: Una guía botánico de las plantas con flores, helechos, musgos y algas, indígenas que se encuentran dentro de 16 millas de Mánchester , escrito con la ayuda de otros botánicos locales y del geólogo Edward William Binney. Salpicada de fragmentos de poesía y que incluye algunos detalles autobiográficos, el libro da una descripción completa de todas las plantas encontradas en la zona. Anima a otras personas de la clase trabajadora para explorar las "muchas agradables paseos por las corrientes y agradables a través de bosques verdes en el verano" y pide a los propietarios de tierras "por lo menos para preservar los viejos senderos que atraviesan sus campos y bosques si deberían negarse a permitir el arranque de plantas frescas".
- La abreviatura «Buxton» se emplea para indicar a Richard Buxton como autoridad en la descripción y clasificación científica de los vegetales.[10]